# Deutsche Eishockey Liga 2015-2016
La Deutsche Eishockey Liga 2015-2016 fu la ventiduesima stagione della Deutsche Eishockey Liga. Al termine dei playoff l'EHC Red Bull München sconfiggendo i Grizzlys Wolfsburg conquistò il suo primo titolo nazionale dopo essere stato promosso in DEL soltanto nella stagione 2010-2011.
Si iscrissero senza alcuna variazione tutte e quattordici le formazioni al via della stagione precedente. Al termine del campionato sei squadre si qualificarono per l'edizione 2016-17 della Champions Hockey League: Adler Mannheim, Eisbären Berlin, ERC Ingolstadt, Krefeld Pinguine, Grizzlys Wolfsburg e Red Bull München.

## Stagione regolare
Il formato del campionato rimase invariato rispetto alla stagione precedente: le 14 squadre in un girone all'italiana affrontarono un doppio turno di andata e ritorno, per un totale di 52 incontri. Solo alle prime sei squadre fu garantito l'accesso ai playoff, mentre quelle dal sesto al decimo disputarono un turno aggiuntivo per gli ultimi due posti validi per i playoff. Tutti i playoff si giocarono al meglio delle sette gare.

### Classifica
|                     | Pos. | Squadra             | Pt | G  | V  | VOT | POT | P  | GF  | GS  | DR  |
| ------------------- | ---- | ------------------- | -- | -- | -- | --- | --- | -- | --- | --- | --- |
| Germania (bandiera) | 1.   | Red Bull München    | 94 | 52 | 26 | 6   | 7   | 14 | 160 | 124 | +36 |
|                     | 2.   | Eisbären Berlino    | 92 | 52 | 27 | 4   | 3   | 18 | 152 | 136 | +16 |
|                     | 3.   | Iserlohn Roosters   | 91 | 52 | 23 | 5   | 12  | 12 | 162 | 143 | +19 |
|                     | 4.   | Grizzlys Wolfsburg  | 87 | 52 | 25 | 4   | 4   | 19 | 151 | 118 | +33 |
|                     | 5.   | Düsseldorfer EG     | 87 | 52 | 26 | 3   | 3   | 20 | 152 | 132 | +20 |
|                     | 6.   | Nürnberg Ice Tigers | 83 | 52 | 23 | 5   | 4   | 20 | 161 | 152 | +9  |
|                     | 7.   | Kölner Haie         | 77 | 52 | 20 | 8   | 1   | 23 | 146 | 138 | +8  |
|                     | 8.   | ERC Ingolstadt      | 76 | 52 | 23 | 0   | 7   | 22 | 155 | 161 | -6  |
|                     | 9.   | Straubing Tigers    | 75 | 52 | 22 | 3   | 3   | 24 | 147 | 159 | -12 |
|                     | 10.  | Adler Mannheim      | 73 | 52 | 20 | 5   | 3   | 24 | 138 | 146 | -8  |
|                     | 11.  | Hamburg Freezers    | 72 | 52 | 18 | 6   | 6   | 22 | 142 | 166 | -24 |
|                     | 12.  | Augsburger Panther  | 69 | 52 | 20 | 4   | 1   | 27 | 158 | 185 | -27 |
|                     | 13.  | Krefeld Pinguine    | 61 | 52 | 15 | 5   | 6   | 26 | 136 | 164 | -28 |
|                     | 14.  | SERC Wild Wings     | 55 | 52 | 15 | 4   | 2   | 31 | 143 | 179 | -36 |

Legenda:

      Ammesse ai Playoff
      Ammesse alla Qualificazione Playoff
Note:

Tre punti a vittoria, due punti a vittoria dopo overtime, un punto a sconfitta dopo overtime, zero a sconfitta.

## Playoff
|  | Quarti di finale | Quarti di finale    | Quarti di finale   |                    |                    | Semifinali          | Semifinali | Semifinali |  |  | Finale | Finale           | Finale |
|  |                  |                     |                    |                    |                    |                     |            |            |  |  |        |                  |        |
|  | 1                | Red Bull München    | 4                  |                    |                    |                     |            |            |  |  |        |                  |        |
|  | 9                | Straubing Tigers    | 1                  |                    |                    |                     |            |            |  |  |        |                  |        |
|  | 9                | Straubing Tigers    | 1                  |                    | 1                  | Red Bull München    | 4          |            |  |  |        |                  |        |
|  |                  |                     |                    |                    | 1                  | Red Bull München    | 4          |            |  |  |        |                  |        |
|  |                  | 7                   | Kölner Haie        | 1                  |                    |                     |            |            |  |  |        |                  |        |
|  | 2                | 7                   | Kölner Haie        | 1                  | Eisbären Berlin    | 3                   |            |            |  |  |        |                  |        |
|  | 2                |                     |                    |                    | Eisbären Berlin    | 3                   |            |            |  |  |        |                  |        |
|  | 7                | Kölner Haie         | 4                  |                    |                    |                     |            |            |  |  |        |                  |        |
|  |                  |                     |                    |                    |                    |                     |            |            |  |  | 1      | Red Bull München | 4      |
|  |                  |                     | 4                  | Grizzlys Wolfsburg | 0                  |                     |            |            |  |  |        |                  |        |
|  | 3                | Iserlohn Roosters   | 2                  |                    |                    |                     |            |            |  |  |        |                  |        |
|  | 6                | Nürnberg Ice Tigers | 4                  |                    |                    |                     |            |            |  |  |        |                  |        |
|  | 6                | Nürnberg Ice Tigers | 4                  |                    | 6                  | Nürnberg Ice Tigers | 2          |            |  |  |        |                  |        |
|  |                  |                     |                    |                    | 6                  | Nürnberg Ice Tigers | 2          |            |  |  |        |                  |        |
|  |                  | 4                   | Grizzlys Wolfsburg | 4                  |                    |                     |            |            |  |  |        |                  |        |
|  | 4                | 4                   | Grizzlys Wolfsburg | 4                  | Grizzlys Wolfsburg | 4                   |            |            |  |  |        |                  |        |
|  | 4                |                     |                    |                    | Grizzlys Wolfsburg | 4                   |            |            |  |  |        |                  |        |
|  | 5                | Düsseldorfer EG     | 1                  |                    |                    |                     |            |            |  |  |        |                  |        |

### Qualificazioni
| Squadra 1      | Totale | Squadra 2        | Gara 1 | Gara 2 | Gara 3 |
| -------------- | ------ | ---------------- | ------ | ------ | ------ |
| Kölner Haie    | 2 - 1  | Adler Mannheim   | 6 - 3  | 2 - 5  | 4 - 2  |
| ERC Ingolstadt | 0 - 2  | Straubing Tigers | 3 - 4  | 1 - 2  |        |

### Quarti di finale
| Squadra 1          | Totale | Squadra 2           | Gara 1 | Gara 2    | Gara 3 | Gara 4    | Gara 5 | Gara 6 | Gara 7 |
| ------------------ | ------ | ------------------- | ------ | --------- | ------ | --------- | ------ | ------ | ------ |
| Red Bull München   | 4 - 1  | Straubing Tigers    | 5 - 0  | 2 - 1 dts | 4 - 0  | 1 - 2     | 2 - 1  |        |        |
| Eisbären Berlino   | 3 - 4  | Kölner Haie         | 0 - 3  | 1 - 0 dts | 5 - 1  | 0 - 4     | 4 - 1  | 1 - 5  | 2 - 3  |
| Iserlohn Roosters  | 2 - 4  | Nürnberg Ice Tigers | 4 - 0  | 2 - 4     | 1 - 4  | 1 - 7     | 4 - 2  | 2 - 3  |        |
| Grizzlys Wolfsburg | 4 - 1  | Düsseldorfer EG     | 1 - 4  | 3 - 2     | 5 - 1  | 1 - 0 dts | 4 - 1  |        |        |

### Semifinali
| Squadra 1          | Totale | Squadra 2           | Gara 1 | Gara 2 | Gara 3 | Gara 4 | Gara 5    | Gara 6 | Gara 7 |
| ------------------ | ------ | ------------------- | ------ | ------ | ------ | ------ | --------- | ------ | ------ |
| Red Bull München   | 4 - 1  | Kölner Haie         | 5 - 1  | 1 - 5  | 3 - 1  | 5 - 1  | 5 - 4     |        |        |
| Grizzlys Wolfsburg | 4 - 2  | Nürnberg Ice Tigers | 6 - 2  | 3 - 1  | 3 - 0  | 4 - 5  | 2 - 3 dts | 2 - 1  |        |

### Finale
| Squadra 1        | Totale | Squadra 2          | Gara 1    | Gara 2 | Gara 3 | Gara 4 | Gara 5 | Gara 6 | Gara 7 |
| ---------------- | ------ | ------------------ | --------- | ------ | ------ | ------ | ------ | ------ | ------ |
| Red Bull München | 4 - 0  | Grizzlys Wolfsburg | 2 - 1 dts | 5 - 4  | 4 - 1  | 5 - 3  |        |        |        |